# Гражданское движение (Мексика)
Гражданское движение (исп. Movimiento Ciudadano) — политическая партия Мексики «левее центра». Первоначально была известна под названием Конвергенция за демократию (исп. Convergencia por la Democracia), сокращённым до просто Конвергенция (исп. Convergencia) в августе 2002 года. В июле 2011 года была преобразована в Гражданское движение.

## История
Конвергенция была основана в 1996 году, подав заявку на регистрацию в статусе «национальной политической группировки», которую получила в январе 1997 года. Провела партийный учредительный съезд в декабре 1998 года и получила статус зарегистрированной партии в 1999 году. Основателями были гражданские активисты и бывшие члены правящей Институционно-революционной партии, недовольные её курсом.
Участвовала в федеральных выборах 2000 года в качестве компонента левоцентристского «Альянса за Мексику» (Alianza por México) в составе Партии демократической революции, Партии труда, Партии националистического общества и Партии общественного действия, кандидатом в президенты которого (неудачно) был Куаутемок Карденас. На этих выборах, как часть коалиции, Конвергенция за демократию получила одно место в Сенате и два — в Палате депутатов.
Она участвовала в промежуточных выборах в Конгресс 2003 года как независимая партия вне коалиций и получила 2,3 % голосов избирателей и пять мест в Палате депутатов. На 2004 год она управляла 28 муниципалитетами в различных частях страны.
На последующих всеобщих выборах 2006 и 2012 годов (а также промежуточных парламентских выборах 2015 года), вновь объединившись с Партией демократической революции и Партией труда, участвовала в составе левоцентристских коалиций, кандидатом которых в президенты был Андрес Мануэль Лопес Обрадор. На выборах 2006 года их коалиция носила название «Альянс на благо всех». Конвергенция получила 17 мест из 500 в Палате депутатов и 5 мест из 128 сенаторов.
После выборов альянс был преобразован в Широкий прогрессивный фронт. На промежуточные выборы 2009 года Конвергенция шла в составе коалиции «Спасём Мексику», которую поддержали Партия труда, Социалистическая народная партия, Народно-революционный союз им. Эмилиано Сапаты и ряд других меньших сил.
К 2012 году партия вернулась к формату сотрудничества с ПДР и ПТ в президентской кампании Лопеса Обрадора. По итогам выборов 2012 года у Гражданского движения было 16 депутатских мест, 2015 года — 26. Однако 2018 году ГД и ПДР, от которого уже откололось Движение национального возрождения Лопеса Обрадора, поддержали не последнего (в итоге победившего на выборах), а Рикардо Анайю из правоцентристской Партии национального действия, с которой ГД и ПДР сформировали альянс «За Мексику на фронт».
Первым лидером партии был Данте Дельгадо Раннауро. С 4 декабря 2018 года её возглавляет Клементе Кастаньеда как представитель нового поколения молодых лидеров.

## Идеология и символика

Логотип Конвергенции

Гражданское движение позиционирует себя как социал-демократическая партия, основанная на участии граждан, социальной демократии, защите прав человека, гендерном равенстве, равных возможностях, устойчивом развитии городов и поддержке коллективных действий граждан в отстаивании своих прав.
Избирательные цвета партии в бытность Конвергенцией были синими и оранжевыми; логотип партии представляет собой синий круг, на который наложены оранжевый орёл и слово Convergencia. Когда 31 июля 2011 года партия была реформирована и переименована в Гражданское движение, её новым официальным логотипом стал оранжевый квадрат с белым орлом.
Партия известна своей песней «Movimiento Naranja» («Оранжевое движение»), которая набрала 41 миллион просмотров на YouTube и стала популярным мемом в латиноамериканском сообществе.

## Электоральная история

### Выборы в Конгресс
Палата депутатов
| Год выборов | Округ                                  | Округ                                  | Список                                 | Список                                 | количество мест | Позиция     | Президентство                | Президентство | Заметка                               |
| Год выборов | голосов                                | %                                      | голосов                                | %                                      | количество мест | Позиция     | Президентство                | Президентство | Заметка                               |
| ----------- | -------------------------------------- | -------------------------------------- | -------------------------------------- | -------------------------------------- | --------------- | ----------- | ---------------------------- | ------------- | ------------------------------------- |
| 2000 г.     | см .: Партия демократической революции | см .: Партия демократической революции | см .: Партия демократической революции | см .: Партия демократической революции | 0 из 500        | Меньшинство | Висенте Фокс                 |               | Коалиция: Коалиция на благо всех      |
| 2003 г.     | 603 392                                | 2.3                                    | 605 156                                | 2.3                                    | 5 из 500        | Меньшинство | Висенте Фокс                 |               |                                       |
| 2006 г.     | см .: Партия демократической революции | см .: Партия демократической революции | см .: Партия демократической революции | см .: Партия демократической революции | 18 из 500       | Меньшинство | Фелипе Кальдерон             |               | Коалиция: Альянс за Мексику           |
| 2009 г.     | 851 639                                | 2,5                                    | 854 347                                | 2,5                                    | 6 из 500        | Меньшинство | Фелипе Кальдерон             |               |                                       |
| 2012 г.     | 58 096                                 |                                        | 1 943 855                              | 3,99                                   | 16 из 500       | Меньшинство | Энрике Пенья Ньето           |               | Коалиция: Широкий прогрессивный фронт |
| 2015 г.     | 2,421,164                              | 6,40                                   | 2,431,908                              | 6.09                                   | 26 из 500       | Меньшинство | Энрике Пенья Ньето           |               | Коалиция: Широкий прогрессивный фронт |
| 2018 г.     |                                        |                                        |                                        |                                        | 27 из 500       | Меньшинство | Андрес Мануэль Лопес Обрадор |               | Коалиция: За Мексику на фронт         |

Сенат
| Год выборов | Округа                                 | Округа                                 | Список                                 | Список                                 | количество мест | Позиция     | Президентство                | Президентство | Заметка                               |
| Год выборов | голосов                                | %                                      | голосов                                | %                                      | количество мест | Позиция     | Президентство                | Президентство | Заметка                               |
| ----------- | -------------------------------------- | -------------------------------------- | -------------------------------------- | -------------------------------------- | --------------- | ----------- | ---------------------------- | ------------- | ------------------------------------- |
| 2000 г.     | см .: Партия демократической революции | см .: Партия демократической революции | см .: Партия демократической революции | см .: Партия демократической революции | 1 из 128        | Меньшинство | Висенте Фокс                 |               | Коалиция: Коалиция на благо всех      |
| 2006 г.     | см .: Партия демократической революции | см .: Партия демократической революции | см .: Партия демократической революции | см .: Партия демократической революции | 1 из 128        | Меньшинство | Фелипе Кальдерон             |               | Коалиция: Альянс за Мексику           |
| 2012 г.     |                                        |                                        | 2 025 045                              | 4.3                                    | 1 из 128        | Меньшинство | Энрике Пенья Ньето           |               | Коалиция: Широкий прогрессивный фронт |
| 2018 г.     |                                        |                                        |                                        |                                        | 7 из 128        | Меньшинство | Андрес Мануэль Лопес Обрадор |               | Коалиция: За Мексику на фронт         |